# Шерон Данкен-Брюстер
Шерон Данкен-Брюстер (англ. Sharon Duncan-Brewster; 8 лютого 1976) — британська акторка, відома завдяки ролям: Кристал Ґордон у серіалі «Поганих дівчатах» протягом перших чотирьох серій; Тріни Джонсон у серіалі «Мешканці Іст-Енду»; і Меґґі Каїн в спеціальному епізоді весни 2009 року серіалу «Доктор Хто» («Води Марса»). Вона також була голосом Кетрін Гантер у «Подорожі» з ігор FIFA 17, FIFA 18 та FIFA 19.

## Особисте життя
Данкен-Брюстер відвідувала Школу фонду Рейн у Бетналі Ґрін з 1987 по 1991 рік.

## Фільмографія

### Фільми
| Рік  | Фільм                                  | Роль          | Примітки             |
| ---- | -------------------------------------- | ------------- | -------------------- |
| 1993 | Сподіваюся, я помру, перш ніж постарію | Невідомо      |                      |
| 2001 | Любові недостатньо                     | Мері Картер   |                      |
| 2005 | Уявіть мене та себе                    | Місіс Фослі   |                      |
| 2006 | Стріляйте в Месенджера                 | Шарлен        |                      |
| 2008 | Три і вихід                            | Івонна        | aka A Deal is a Deal |
| 2011 | Кров'ю                                 | Єва Журдан    |                      |
| 2016 | Бунтар Один. Зоряні Війни. Історія     | Сенатор Памло |                      |
| 2018 | Намір 2                                | Беверлі       |                      |
| 2021 | Дюна                                   | Лієт-Кайнс    |                      |
| 2022 | Енола Холмс 2                          | Міра Трой     |                      |
| 2025 | Балерина                               |               |                      |

### Серіали
| Рік       | Фільм               | Роль                                      | Примітки                        |
| --------- | ------------------- | ----------------------------------------- | ------------------------------- |
| 1991      | 2point4 Children    | Морін                                     | Епізод: «Кохання та шлюб»       |
| 1992      | Grange Hill         | Дівчина в кафе № 2                        | Епізод: «Високо підходить»      |
| 1992      | Between the Lines   | Дівчинка-підліток                         | Епізод: «Приватне підприємство» |
| 1995      | Backup              | Дженіс                                    | Епізод: «Клабінг»               |
| 1996      | The Bill            | Айша Бедфорд / Донна                      | 2 епізоди                       |
| 1998      | Maisie Raine        | Інформатор                                | Епізод: «Сім'ї»                 |
| 1999      | Casualty            | Клер Джонсон                              | Епізод: «Побачити світло»       |
| 1999–2002 | Погані дівчата      | Кристал Ґордон                            | 44 епізоди                      |
| 2002      | Babyfather          | eEvelyn                                   | 2 епізоди                       |
| 2004–10   | Голбі-Сіті          | Луїза О'Коннор, Кармель Ньюланд, Єва Кінг | 3 епізоди                       |
| 2005      | Прокидання мертвих  | Сара Бейкер                               | 2 епізоди                       |
| 2005–07   | Лікарі              | Рейчел Робертс, Клео Поттер               | 2 епізоди                       |
| 2007      | Підходжу            | Аннет                                     | Епізод: «Псування»              |
| 2007      | Шоу Натана Катона   | Невідомо                                  | Епізод (и) невідомий            |
| 2009      | Мешканці Іст-Енду   | Трина Джонсон                             | 15 епізодів                     |
| 2009      | Доктор Хто          | Меггі Кейн                                | Епізод: «Води Марса»            |
| 2011–15   | Rastamouse          | Колючий (голос)                           | Анімаційний серіал 23 епізоди   |
| 2011–13   | Ватажок             | Ліза                                      | 8 епізодів                      |
| 2013      | Біблія              | Самсонова мати                            | Епізод: «Родина»                |
| 2013–14   | Міміка              | Діонне                                    | 4 епізоди                       |
| 2015      | Манжети             | Карен                                     | Епізод: Епізод № 4.4            |
| 2015      | Огірок              | Морін                                     | 2 епізоди                       |
| 2017      | Хлопчик з верхівкою | Керрол                                    | Телефільм                       |
| 2018      | Довга пісня         | Кітті                                     | 2 епізоди                       |
| 2019–     | Статеве виховання   | Роз Марчетті                              | 3 епізоди                       |
| 2019      | Роки та роки        | Фран Бакстер                              | 6 епізодів                      |
| 2023      | Рій                 | Саманта Кроу                              | 6 епізодів                      |

### Відеоігри
| Рік  | Фільм   | Роль       | Примітки |
| ---- | ------- | ---------- | -------- |
| 2016 | FIFA 17 | Cat Hunter |          |
| 2017 | FIFA 18 | Cat Hunter |          |
| 2018 | FIFA 19 | Cat Hunter |          |